# علل أربع

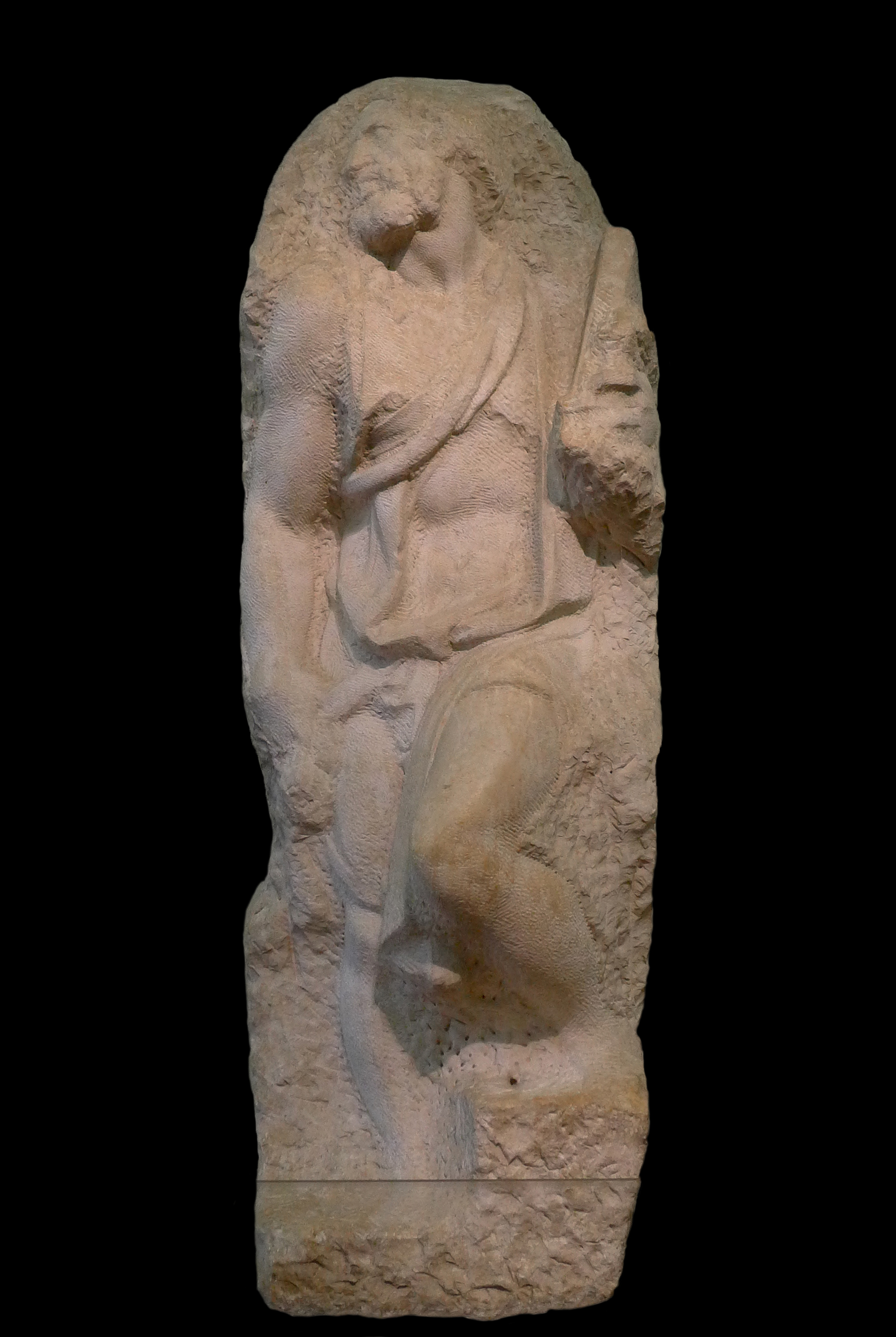
"القديس ماثيو" لمايكل أنجلو

العلة ما يتوقف عليه الشيء، وهي قسمان: الأول — ما تقوم به الماهية من أجزائها، وتسمى: علة الماهية، والثاني — ما يتوقف عليه اتصاف الماهية المتقومة بأجزائها بالوجود الخارجي، وتسمى علة الوجود، وعلة الماهية، إما لأنه لا يجب بها وجود المعلول بالفعل بل بالقوة، وهي العلة المادية، وإما لأنه يجب بها وجوده، وهي العلة الصورية، وعلة الوجود، إما أن يوجد منها المعلول، أي يكون مؤثرا في المعلول موجودا له، وهي العلة الفاعلية، أو لا، وحينئذ إما أن يكون المعلول لأجلها، وهي العلة الغائية، أو لا، وهي الشرط إن كان وجوديا، وارتفاع الموانع إن كان عدميا.

## العلل الأربع

### الصورية
العلة الصورية هي ما يوجد الشيء بالفعل.

### الغائية
العلة الغائية هي ما يوجد الشيء لأجله.

### الفاعلية
العلة الفاعلية هي ما يوجد الشيء بسببه.

### المادية
العلة المادية هي ما يوجد الشيء بالقوة.

### مثال
إن صناعة السرير من خشب تتوقف على وجود نجّار يصنعه، إذ لا يُمكن أن يوجد السرير صدفة وبلا علة، فيعدّ النجّار، علة فاعلية في صنع السرير، كما أن السرير لا يوجد بلا خشب، فالخشب علة مادية لوجود السرير، كما أن السرير لم يكن ليوجد لولا صورته وهيئتُه التي كانت في ذهن النجار والتي أوجد السرير على غرارها، وتسمّى الصورة والهيئة هنا بالعلّة الصورية، مضافاً إلى ما تقدم، فإن النجّار حين صنعه للسرير كان له غاية في صنعه وهي الرقاد والاستراحة عليه وهو ما يُسمّى بالعلة الغائية.

## علل أخرى
- العلة المعدة هي العلة التي يتوقف وجود «المعلول» عليها من غير أن يجب وجودها مع وجوده، كالخطوات. والعلة الناقصة بخلاف ذلك.